# Birth of a Beauty
Birth of a Beauty (en hangul, 미녀의 탄생; romanización revisada, Minyeoui tansaeng) conocida en español como El nacimiento de una belleza, es una serie de televisión surcoreana emitida originalmente entre 2014 y 2015 que narra la historia de una mujer obesa que tras un duro pasado decide operarse y convertirse en la mujer perfecta para tomar venganza, mientras conoce el verdadero amor.
Está protagonizada por Han Ye Seul, Joo Sang-wook, Jung Gyu Woon y Wang Ji Hye. Fue trasmitida por Seoul Broadcasting System desde el 1 de noviembre de 2014 hasta el 11 de enero de 2015, con una longitud de 21 episodios emitidos las noches de sábados y domingos a las 22:00 (KST). La serie marca el regreso a la televisión de la actriz Han Ye Seul tras 3 años y haber aparecido por última vez en Spy Myung Wol de KBS 2TV en 2011.

## Argumento
Sara demuestra ser una mujer hermosa y perfecta hasta que por un incidente termina dándose cuenta de su pasado como Sa Geum Ran, una mujer con sobrepeso que a pesar del maltrato psicológico por el que pasó a diario, debido a las complicaciones de tener una vida así y el no poder ver a su esposo quien la engañaba, protagoniza un accidente, en el cual el automóvil que conduce se salió del camino y cayó al mar, esto es tomado como un suicidio por la familia de su esposo, quien celebra el poder deshacerse de ella.
Ella sobrevive y promete tomar venganza, por eso acude a Han Tae Hee (Joo Sang-wook) un médico famoso por sus operaciones en el programa de televisión "Change", el la opera y la transforma en Sara, su creación estrella.
Ella descubre que Tan Hee, también desea tomar venganza pero a su exmujer quien mantiene una relación con el exesposo de Geum Ran (Sara) y que están a tres semanas de su matrimonio, el plan consiste en cancelar el matrimonio, pero en el camino  terminan enamorándose.

## Reparto

### Personajes principales
- Han Ye-seul como Sara/Sa Geum-ran/Kim Duk-sun.
- Joo Sang-wook como Han Tae Hee.[5]
- Jung Gyu-woon como Lee Kang Joon.[6]
- Wang Ji-hye como Gyo Chae Yeon.

### Personajes secundarios
- Ha Jae-sook como Sa Geum-ran.
- Han Sang-jin como Han Min-hyeok.[7]
- In Gyo-jin como Gyo Ji-hoon.[8]

Familia de Kang Joon
- Han Jin Hee como Lee Jung Sik.
- Kim Young Ae como Ko Soon Dong.
- Kang Kyung Hun como Lee Jin Young.
- Jin Ye Sol como Lee Min Young.

### Otros personajes
- Kim Yong Rim como Madame Park.
- Shim Yi Young como Eun Gyung Joo'.
- Kim Chung como Son Ji Sook.
- Lee Jong Nam como Sim Yeo Ok.
- Seo Gun Woo como Secretaria de Min Hyuk.
- Kwon Hwa-woon como Líder de equipo Choi.
- Choi Jong Hwan como Kim Jun Chul.
- Kim Young Wok
- Kim Byung Wok
- Choi Gi Hwan
- An Hye Kyung
- Park Seul Gi
- Lee Sul Goo
- Baek Gwang Doo
- Song Kyung Wi
- Yoo Pil Ran
- Hong Seung Bum

### Apariciones especiales
- Kim Byeong-ok como un adivino (ep 1).
- Lee Won-jong como un taxista.

## Banda sonora
1. "She" - Kim Jong Hyun
2. "Only I Didn't Know" - Gemini
3. "Sparkly" - Lee Hae Na
4. "Just Looking" - M.C. the MAX
5. "IF" - Gemini
6. "Words I Couldn't Say" - Hanna
7. "Though It Hurts, It's Okay" - Lee Hyun (8Eight)
8. "The Forgotten" - Veloce

## Recepción

### Audiencia
En Azul la audiencia más baja y en rojo la más alta, correspondientes a las empresas medidoras TNms y AGB Nielsen.
| Ep. # | Fecha original de emisión | Cuota de pantalla | Cuota de pantalla | Cuota de pantalla | Cuota de pantalla |
| Ep. # | Fecha original de emisión | TNmS Ratings      | TNmS Ratings      | AGB Nielsen       | AGB Nielsen       |
| Ep. # | Fecha original de emisión | Nacional          | Seúl              | Nacional          | Seúl              |
| ----- | ------------------------- | ----------------- | ----------------- | ----------------- | ----------------- |
| 1     | 1 de noviembre de 2014    | 7.7%              | 9.1%              | 8.4%              | 9.8%              |
| 2     | 2 de noviembre de 2014    | 8.1%              | 9.6%              | 10.0%             | 11.9%             |
| 3     | 8 de noviembre de 2014    | 8.4%              | 10.0%             | 9.1%              | 10.7%             |
| 4     | 9 de noviembre de 2014    | 7.5%              | 9.4%              | 8.6%              | 9.8%              |
| 5     | 15 de noviembre de 2014   | 7.5%              | 9.2%              | 8.7%              | 9.6%              |
| 6     | 16 de noviembre de 2014   | 7.6%              | 9.1%              | 8.6%              | 9.5%              |
| 7     | 22 de noviembre de 2014   | 7.6%              | 9.6%              | 8.2%              | 9.3%              |
| 8     | 23 de noviembre de 2014   | 7.1%              | 8.8%              | 7.4%              | 8.8%              |
| 9     | 29 de noviembre de 2014   | 7.3%              | 8.7%              | 7.0%              | 7.6%              |
| 10    | 30 de noviembre de 2014   | 6.6%              | 7.4%              | 6.9%              | 7.6%              |
| 11    | 6 de diciembre de 2014    | 7.4%              | 8.6%              | 7.2%              | 8.3%              |
| 12    | 7 de diciembre de 2014    | 5.9%              | 6.3%              | 6.7%              | 7.9%              |
| 13    | 13 de diciembre de 2014   | 7.1%              | 8.2%              | 7.9%              | 8.9%              |
| 14    | 14 de diciembre de 2014   | 5.7%              | 6.6%              | 6.1%              | 6.9%              |
| 15    | 20 de diciembre de 2014   | 5.8%              | 6.6%              | 6.1%              | 6.9%              |
| 16    | 27 de diciembre de 2014   | 4.4%              | 4.5%              | 4.7%              | 5.1%              |
| 17    | 28 de diciembre de 2014   | 4.9%              | 5.0%              | 5.7%              | 6.7%              |
| 18    | 3 de enero de 2015        | 5.5%              | 6.6%              | 6.1%              | 6.3%              |
| 19    | 4 de enero de 2015        | 4.9%              | 5.9%              | 5.7%              | 6.7%              |
| 20    | 10 de enero de 2015       | 5.6%              | 8.0%              | 6.5%              | 6.7%              |
| 21    | 11 de enero de 2015       | 5.6%              | 7.1%              | 7.2%              | 7.2%              |

### Premios y nominaciones
| Año  | Premio               | Categoría                                           | Nominado                    | Resultado |
| ---- | -------------------- | --------------------------------------------------- | --------------------------- | --------- |
| 2014 | SBS Drama Awards     | Premio a la excelencia, actor en un drama especial  | Joo Sang Wook               | Nominado  |
| 2014 | SBS Drama Awards     | Premio a la excelencia, Actriz en un drama especial | Han Ye Seul                 | Ganador   |
| 2014 | SBS Drama Awards     | Premio especial, actor en un drama especial         | Han Sang Jin                | Nominado  |
| 2014 | SBS Drama Awards     | Estrella top 10                                     | Han Ye Seul                 | Ganador   |
| 2014 | SBS Drama Awards     | Estrella top 10                                     | Joo Sang Wook               | Ganador   |
| 2014 | SBS Drama Awards     | Premio a la popularidad Netizen                     | Han Ye Seul                 | Nominado  |
| 2014 | SBS Drama Awards     | Premio a la popularidad Netizen                     | Joo Sang Wook               | Nominado  |
| 2014 | SBS Drama Awards     | Premio a la mejor pareja                            | Joo Sang Wook y Han Ye Seul | Ganador   |
| 2015 | 15th Hwajeong Awards | Mejor actriz global                                 | Han Ye Seul                 | Ganador   |

## Emisión internacional
- Filipinas: GMA Network.
- Hong Kong: Drama Channel.
- Indonesia: RCTI.
- Japón: BS11.[14]
- Singapur: One TV Asia.
- Taiwán: Videoland Drama.